# Arjungi, Shahpur
Arjungi là một làng thuộc tehsil Shahpur, huyện Gulbarga, bang Karnataka, Ấn Độ.